# Lễ hội Nàng Hai
Lễ hội Nàng Hai là một lễ hội của người đồng bào dân tộc Tày, Việt Bắc, là một nét sinh hoạt văn hóa dân gian độc đáo. Theo đúng tên gọi là: "Mời Nàng Hai (mời Nàng Trăng) xuống hạ giới để giao lưu cùng với con người.
Với nhiều hình thức khác nhau, đó là: Lễ mời "Nàng Hai" được gắn với các lễ Then như: Lẩu Then, Cống Sử, Kỳ Em... và tổ chức vào các đêm trăng mùa thu với các trò chơi phong phú như: Hát lượn Hai, bói việc sản xuất, tình duyên... Lễ thường do một nhóm trai gái tụ tập trên nhà sàn, thắp hương mời Nàng Hai về nhập vào một cô gái nào đó để hát đối đáp, hoặc là dân bản đứng ở một sân bãi, trong đó có một người chủ chốt làm lễ mời Nàng Hai về. Một hình thức nữa được tổ chức vào tháng 3 âm lịch diễn ra trong nhiều ngày, theo quy mô bản và xã. Trong các ngày lễ hội sẽ diễn ra các bài tung lên mường trời cầu mùa, kèm theo các nghi lễ múa quạt. Đặc biệt là hình thức trình diễn trên sân khấu. Lễ diễn ra có một bà Then làm chủ, dâng lễ lên trời mời Nàng Hai nhập vào hai cô gái để hát đối đáp chúc phúc cho dân bản có một mùa màng bội thu và chia sẻ với những người không gặp may mắn. Cho dù không cố định, không đúng thời gian, nhưng nhìn chung lễ hội Nàng Hai đều được tổ chức theo các trình tự khá bài bản.